# 红脉东俄芹
红脉东俄芹（学名：Tongoloa rubrinersis）为伞形科东俄芹属的植物，为中国的特有植物。分布于中国大陆的四川等地，生长于海拔3,670米的地区，多生在松林下，目前尚未由人工引种栽培。